# Margrit Ensinger
Margrit Ensinger (* 12. November 1926 in Haltingen) ist eine deutsche Schauspielerin und Hörspielsprecherin.

## Leben
Margrit Ensinger nahm von 1946 bis 1948 Schauspielunterricht bei Gisela von Collande in Hamburg. Ein erstes Engagement hatte sie von 1948 bis 1950 am Deutschen Theater Konstanz unter der Intendanz von Heinz Hilpert. Gemeinsam mit Hilpert wechselte Ensinger 1950 an das Deutsche Theater Göttingen, an dem sie bis 1953 spielte. Es folgte von 1953 bis 1958 ein weiteres Festengagement an den Münchner Kammerspielen, ehe sie nach Gastverpflichtungen am Berliner Schillertheater und dem Schauspielhaus Düsseldorf 1962 ans Schauspielhaus Zürich wechselte, dessen Ensemble sie bis 1994 angehörte und an dem sie auch in späteren Jahren weiterhin gastweise auftrat. Ensinger spielte in ihrer Laufbahn zahlreiche bekannte Figuren der Bühnenliteratur. Unter anderem war sie in den Uraufführungen der Dürrenmatt-Stücke Ein Engel kommt nach Babylon und Die Wiedertäufer sowie verschiedenen Schweizer Erstaufführungen zu sehen.
Seit Beginn der 1950er Jahre war Ensinger auch auf der Leinwand und dem Bildschirm präsent. 1953 stand sie neben Valérie von Martens und Curt Goetz in der Verfilmung dessen Bühnenstückes Hokuspokus vor der Kamera, 1963 verkörperte sie Maria Rosegger, die Mutter des Schriftstellers Peter Rosegger, in einer nach dessen Erzählungen entstandenen Film-Trilogie. Insbesondere zwischen 1953 und 1964 arbeitete Ensinger auch für den Hörfunk, zum Teil in bekannten Produktionen wie  Der letzte Tag von Lissabon von Günter Eich oder Ingeborg Bachmanns letztem Hörspiel Der gute Gott von Manhattan.
Margrit Ensinger war bis zu dessen Tod mit dem Schauspieler Peter Arens verheiratet. Ihre gemeinsame Tochter Babett arbeitet ebenfalls als Schauspielerin.

## Bühnenrollen (Auswahl)
- Klärchen in Egmont von Johann Wolfgang von Goethe, Deutsches Theater Konstanz, Regie: Heinz Hilpert
- Eliza Doolittle in Pygmalion von George Bernard Shaw, Deutsches Theater Konstanz, Regie: Heinz Hilpert
- Eve in Der zerbrochne Krug von Heinrich von Kleist, Deutsches Theater Konstanz, Regie: Heinz Hilpert
- Luise Miller in Kabale und Liebe von Friedrich Schiller, Deutsches Theater Göttingen, Regie: Heinz Hilpert
- Katharina in Der Widerspenstigen Zähmung von William Shakespeare, Deutsches Theater Göttingen, Regie: Heinz Hilpert
- Pauline Piperkarcka in Die Ratten von Gerhart Hauptmann, Deutsches Theater Göttingen, Regie: Heinz Hilpert
- Jeanne in Jeanne oder Die Lerche von Jean Anouilh, Münchner Kammerspiele, Regie: Hans Schweikart
- Elektra in Elektra von Jean Giraudoux, Münchner Kammerspiele, Regie: Hans Schweikart
- Recha in Nathan der Weise von Gotthold Ephraim Lessing, Schauspielhaus Zürich, Regie: Kurt Hirschfeld
- Olga in Die drei Schwestern von Anton Tschechow, Schauspielhaus Zürich, Regie: Jerzy Jarocki
- Mi Tzü in Der gute Mensch von Sezuan von Bertolt Brecht, Schauspielhaus Zürich, Regie: Manfred Wekwerth
- Madame Pernelle in Tartuffe von Molière, Schauspielhaus Zürich, Regie: Dieter Giesing
- Marina in Onkel Wanja von Anton Tschechow, Schauspielhaus Zürich, Regie: Achim Benning

## Filmografie
- 1952: Der Tag vor der Hochzeit
- 1953: Hokuspokus
- 1955: Die Herrin vom Sölderhof
- 1955: Du darfst nicht länger schweigen
- 1958: Schwester Bonaventura (TV)
- 1958: Weh dem, der lügt (TV)
- 1959: Herbert Engelmann (TV)
- 1960: Als ich noch der Waldbauernbub war... (TV)
- 1962: Die Flucht (TV)
- 1963: Aus meiner Waldheimat
- 1963: Als ich beim Käthele im Wald war
- 1963: Detective Story (TV)
- 1964: Unsere deutschen Kleinstädter (TV)
- 1973: Rückfahrt von Venedig (TV)
- 1981: Ja und Nein (TV)
- 1984: Blaubart (TV)
- 1986: Mord am Pool (TV)

## Hörspiele
- 1949: Das Bergwerk von Falun – Autor: Hugo von Hofmannsthal – Regie: Heinz Hilpert
- 1950: Der zerbrochne Krug – Autor: Heinrich von Kleist – Regie: Heinz Hilpert
- 1953: Der zerbrochne Krug – Autor: Heinrich von Kleist – Regie: Hans Schweikart
- 1953: Antigone – Autor: Sophokles – Regie: Christian Boehme
- 1954: Pippa geht vorüber – Autor: Robert Browning – Regie: Friedrich-Carl Kobbe
- 1954: Das Herrenhaus – Autor: Thomas Wolfe – Regie: Friedrich-Carl Kobbe
- 1954: Der Brückenbauer – Autor: Alfred Sutro – Regie: Willy Purucker
- 1954: Die Hochzeit der Sobeide – Autor: Hugo von Hofmannsthal – Regie: Friedrich-Carl Kobbe
- 1955: Der Kinderkreuzzug – Autor: Marcel Schwob – Regie: Friedrich-Carl Kobbe
- 1956: Der letzte Tag von Lissabon – Autor: Günter Eich – Regie: Friedrich-Carl Kobbe
- 1956: Apostel der Hexen – Autor: Hans José Rehfisch – Regie: Otto Kurth
- 1956: Um Lukretia – Autor: Jean Giraudoux – Regie: Friedrich-Carl Kobbe
- 1958: Der gute Gott von Manhattan – Autorin: Ingeborg Bachmann – Regie: Fritz Schröder-Jahn
- 1958: Die Geschichte von Vasco – Autor: Georges Schehadé – Regie: Walter Ohm
- 1959: Flucht vor der Freiheit – Autor: Fred von Hoerschelmann – Regie: Fritz Schröder-Jahn
- 1960: Der Marquis von Keith – Autor: Frank Wedekind – Regie: Hans Schweikart
- 1961: Oktoberfrühling – Autor: Kurt Heynicke – Regie: Walter Ohm
- 1962: Eine Geschichte, die das Leben schrieb – Autor: Wolfgang Altendorf – Regie: Joachim Hoene
- 1963: Anruf – Autor: Georg Wolfgang Pfeifer – Regie: Paul Pörtner
- 1963: Sherlock Holmes macht ein Experiment – Autor: Arthur Conan Doyle – Regie: Heinz-Günter Stamm
- 1963: Maria Magdalena – Autor: Friedrich Hebbel – Regie: Heinz-Günter Stamm
- 1964: Samstag – Autor: Karl Günther Hufnagel – Regie: Jörg Jannings
- 1964: Pamela – Autor: Rudolf Borchardt – Regie: Heinz-Günter Stamm
- 1975: Grünzone – Autorin: Anna Zepf – Regie: Hans-Ulrich Minke
- 1977: Die Frist – Autor: Friedrich Dürrenmatt – Regie: Kazimierz Dejmek
- 2003: Schreckmümpfeli: Die Zugbekanntschaft – Autor Paul Barz – Regie: Buschi Luginbühl[2]